# نيك هور
نيك هور (بالإنجليزية: Nick Hewer)‏ هو مقدم تلفزيوني بريطاني، ولد في 17 فبراير 1944 في سويندون في المملكة المتحدة.

## وصلات خارجية
- نيك هور على موقع IMDb (الإنجليزية)